# العزيز جمال الدين يوسف
السلطان الملك العزيز جمال الدين أبو المحاسن يوسف بن الأشرف برسباى، سلطان الدولة المملوكية البرجية (الشركسية) الحادي عشر. حكم سنة 1438 لمدة ثلاثة شهور وهو في سن الرابعة عشر. وهو ابن السلطان الكبير «الأشرف برسباى» وامه الجارية «جلبان».
بعد ما مرض السلطان الأشرف بارسباى وزاد عليه المرض اقترح عليه الأمراء ان يعتزل ويولي إبنه «يوسف» بسبب عدم استقرار الأحوار في مصر وهجمات العربان وفسادهم في البحيرة والصعيد زادت واستفحلت فوافق ومات بعدها.
أصبح جمال الدين يوسف سلطانا علي مصر وهو الرابعة عشر وسبعة أشهر وتلقب بـ «العزيز»، وعين الأمير جقمق في وظيفة «نظام الملك» بجوار وظيفته كأتابك العسكر.
حكم العزيز يوسف ثلاثة أشهر فقط، ففى يوم 7 سبتمبر 1438 قام الأمير «قرقماش القبانى» للأتابكى «جقمق» واستدعى بقية الأمراء والخليفة العباسى المعتضد بالله الثالث في القاهرة والقضاة الأربعة وطلب منهم عزل الملك العزيز وتنصيب «جقمق» بدلا منه فعزلوا العزيز وأرسلوه لكي يعيش في دار الحريم مع أمه في قلعة الجبل وأصبح «جقمق» بدلا منه سلطانا علي مصر.

## عملاته وألقابه
عملات العزيز يوسف نادره بسبب قصر فترة حكمه. منقوش عليها اسمه: «السلطان الملك العزيز أبو المحاسن». ولكن أخطئ النقاش في كنيته وكتبها «أبو المحاسين» بدلا من أبو المحاسن.